# John Mackenzie (velejador)
John Mackenzie (Greenock, 21 de setembro de 1876 — 9 de dezembro de 1949) foi um velejador britânico, campeão olímpico. Ele competiu nos Jogos Olímpicos de Verão de 1908 na classe 12 Metre e conquistou a medalha de ouro na disputa a bordo do Hera com Thomas Glen-Coats, John Downes, John Aspin, John Buchanan, James Clark Bunten, Arthur Downes, David Dunlop, Albert Martin e Gerald Tait. Durante sua carreira de velejador de 50 anos, ele ganhou cerca de 250 prêmios, a maioria deles com seu iate Florence de 18 pés.